# Хулио Харамильо
Хулио Харамильо е еквадорски музикант, добре познат в Латинска Америка и Испания.

## Биография
Хулио Харамильо, наречен от почитателите си „La voz del Ecuador“ – „Гласът на Еквадор“ – е роден на 10 октомври 1935 г. в еквадорския град Гуиакил. След първоначалното си образование учи в школата на Франциско Авилес, а после и в търговски колеж. На 15-годишна възраст започва работа като обущар за 10 сукрас (еквадорска парична единица) надница, но истинското му призвание става музиката, завладян от модерните тогава болеро-песни на Даниел Сантос, тангата на Карлос Гардел и валсовете на Амандо Морено с Енрике Родригес. Започва да изучава китара и да свири като уличен музикант в централната част на родния си град, между улиците „Colon“ и „Sucre del sofocante“ около пристанището. Красиво звучащият му по природа глас прави бързо впечатление и Харамильо започва кариерата си. Започва обаче и пагубното му влечение към алкохола, жените и разгулния живот.
Това не се оказва фатално за творчеството му, защото Хулио продължава все по-добре да пее и дори да създава свои собствени композиции, като например песента „La muchacha del bar“ (Момичето от бара), която става истински хит за онова време. В изпълненията си Харамильо влага много емоция, проникновено чувство и една непосредствена патетичност, така силно допадаща на сантименталната латиноамериканска чувствителност. Песните, които интерпретира са от репертоара на най-известните латиноамерикански композитири: Хосе Алфредо Хименес, Агустин Лара, Консуело Веласкес, Мария Гревер и др.
През 1976 г., когато е в САЩ, Харамильо казва в интервю, че най-големият му порок е алкохолът, но му харесва да го пие. „Аз не съм прахосал своите милиони, аз съм ги изпил, което е друго нещо. Просто живях!“ – казва Хулио.
Последният си запис прави на 6 февруари 1978 г. за програмата на радио „Кристал“, наречена „La vida de las canciones“ (Животът на песните), по сценарий на своята съпруга, аржентинската журналистка Нанси Аройо. След два дни Харамильо постъпва в клиника заради криза от остра цироза на черния дроб. Необходим му е медикамент, който трябва да се достави единствено от САЩ и съпругата му заедно с негови колеги и приятели организират комуникационен мост, за да доставят необходимото лекарство. Но на 9 февруари 1978 г. Хулио Харамильо издъхва в 21:15 минути, само пет минути, преди медикаментът от САЩ да пристигне в болницата.
Армандо Родас, директор на програмата „La Hora de J.J.“, разказва за последните минути на Хулио: "Беше целият на системи и сонди. Опитваше се да говори с жестове и ми поиска с усмивка да му донеса... 2 бири!...!